# Calvin Johnson
Calvin Johnson, Jr. (ur. 29 września 1985 roku w Newnan w stanie Georgia) – amerykański zawodnik futbolu amerykańskiego, grający na pozycji wide receiver. W rozgrywkach akademickich NCAA występował w drużynie Georgia Institute of Technology.
W roku 2007 przystąpił do draftu NFL. Został wybrany w pierwszej rundzie (2. wybór) przez zespół Detroit Lions.
Johnson dwukrotnie (2010, 2011) był powoływany do meczu gwiazd Pro Bowl i najlepszej drużyny ligi All-Pro.
Jest posiadaczem rekordów:
- Najwięcej złapanych jardów w sezonie: 1 964(2012)[1].
- Najwięcej kolejnych meczów z więcej niż 100 złapanymi jardami: 8.
- Najwięcej kolejnych meczów z więcej niż 10 złapanymi podaniami: 4[2].

8 marca 2016 roku ogłosił przejście na emeryturę.